# Jensen Parts and Service
Jensen Parts and Service (ab 1988: Jensen Cars) war ein britischer Automobilhersteller, der von 1984 bis 1993 in geringer Zahl hochpreisige Gran-Turismo-Fahrzeuge produzierte. Es war der Nachfolger des Unternehmens Jensen Motors, das 1976 nach einer Insolvenz aufgelöst worden war, und setzte als solches für kurze Zeit die Produktion des Jensen Interceptor fort.

## Unternehmensgeschichte
Das 1935 von Richard und Alan Jensen gegründete und in West Bromwich ansässige Unternehmen Jensen Motors war in erster Linie als Karosseriehersteller tätig; nach dem Zweiten Weltkrieg entstanden unter anderem die Aufbauten für den Austin Healey und den Volvo P1800. Daneben produzierte Jensen seit 1946 unter eigenem Namen eine Reihe teurer Sportwagen, die im Marktsegment der Oberklasse angesiedelt waren. Letztes Modell war der 1967 vorgestellte Jensen Interceptor, der bis 1976 in drei Serien produziert wurde. Anfang der 1970er-Jahre geriet Jensen in wirtschaftliche Schwierigkeiten, die durch ein finanzielles Engagement des US-amerikanischen Jensen-Importeurs Kjell Qvale vorübergehend behoben werden konnten. Die Erste Ölkrise 1973/74 führte wie bei anderen Sportwagenherstellern auch zu einem erheblichen Absatzrückgang, in dessen Folge Jensen 1976 zahlungsunfähig wurde. Das Unternehmen wurde daraufhin liquidiert, und die Produktion des Interceptor endete.
Im Rahmen der Abwicklung von Jensen Motors wurde die bisherige Ersatzteilabteilung aus dem Unternehmen herausgelöst und unter der Bezeichnung Jensen Parts and Service (JP&S) verselbständigt. JP&S war anfänglich ein Tochterunternehmen von Britcar Holdings, das Kjell Qvale gehörte. Es wurde von Ian Orford geleitet und war für die Ersatzteilversorgung sowie für die Reparatur sowie Restaurierung früherer Jensen-Modelle zuständig. Bereits Ende der 1970er-Jahre bestellten mehrere Kunden alle Einzelteile, die für den Aufbau eines neuen Interceptor erforderlich waren. Orford war daraufhin der Ansicht, dass weiterhin ein Markt für neue Jensen-Fahrzeuge bestand. Im Jahr 1982 übernahm Orford Jensen Parts & Services und bereitete die Wiederaufnahme der Serienproduktion des Interceptor vor.
Ab 1984 war das Auto unter der Bezeichnung Jensen Interceptor Mark IV (auch: Series 4) erhältlich. Äußerlich entsprach es weitestgehend dem bis 1976 produzierten Interceptor Mark III, technisch war es allerdings – insbesondere im Bereich des Motors – überarbeitet worden. Die als Saloon und Cabriolet angebotenen, sehr teuren Modelle konkurrierten mit den Fahrzeugen von Aston Martin und Bristol. Sie erreichten nur einen sehr geringen Produktionsumfang.
1988 verkaufte Ian Orford das Unternehmen an einen britischen Investor, der die Firma in Jensen Cars änderte. Orford blieb zunächst im Unternehmen, zog sich aber, nachdem seine Stellung auf den Rang eines Production Managers reduziert worden war, nach kurzer Zeit vollständig zurück. Zum Ende der 1980er-Jahre gab es Überlegungen, einen erheblich überarbeiteten Interceptor Mark V anzubieten; sie wurden allerdings nicht verwirklicht. 1993 wurde Jensen Cars nach Eintritt der Zahlungsunfähigkeit liquidiert.
Von 1984 bis 1992 entstanden nur 14 Exemplare des Interceptor Mark IV, darunter 8 Cabriolets, 5 Saloons und 1 Hardtop Coupé, ein weiteres Cabriolet wurde nie fertiggestellt. Neben neu gebauten Fahrzeugen wurden jedoch auch Kundenfahrzeuge restauriert und z. B. mit neuen Komponenten (Einspritzanlagen, elektrische verstellbare Spiegel) aufgewertet.

## Fahrzeuge

### Jensen Interceptor Mark IV

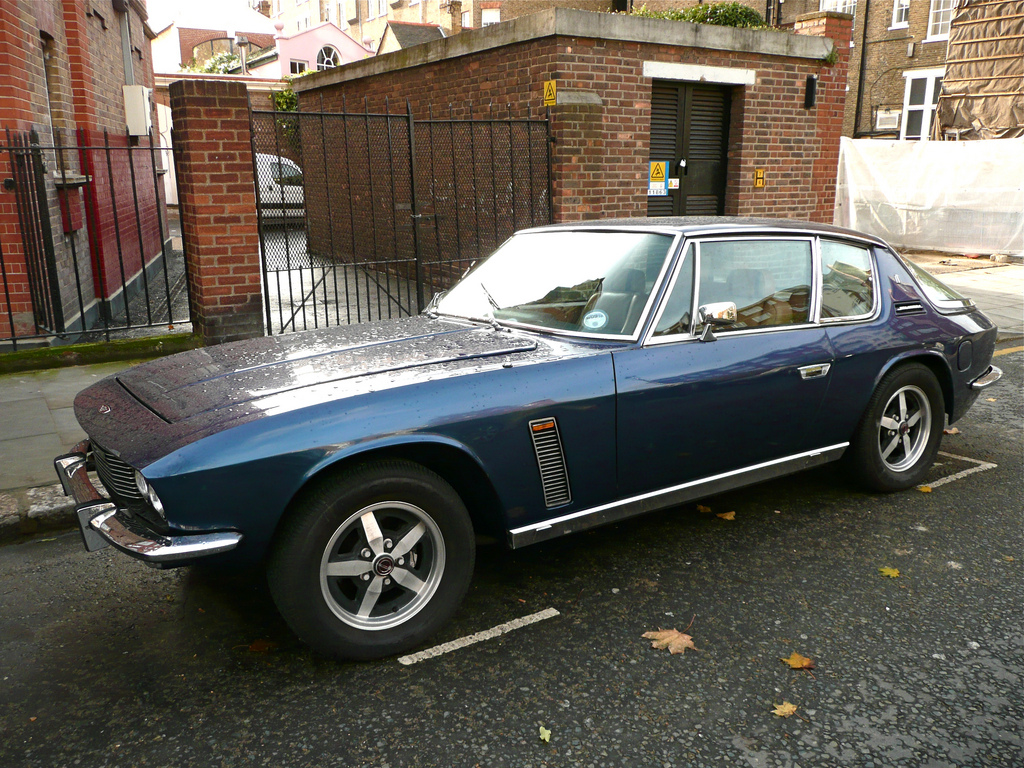
Jensen Interceptor Saloon

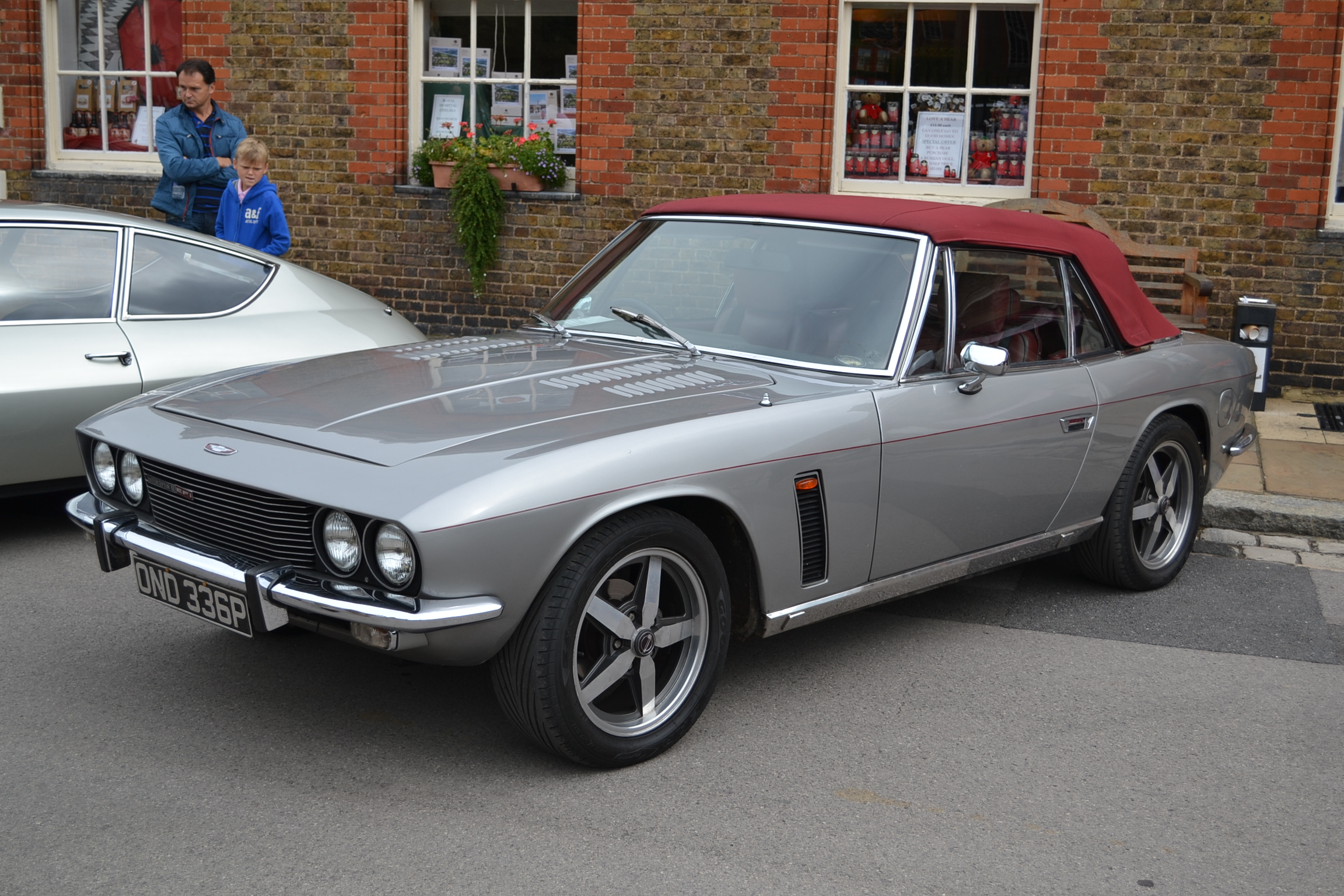
Jensen Interceptor Convertible

Der Interceptor Mark IV war eine Weiterentwicklung des bis 1976 hergestellten Mark III. JP&S behauptete, es seien mehr als 1000 Detailänderungen am Mark IV vorgenommen worden.
Die Karosserie wurde weitestgehend unverändert übernommen. Wie schon beim Vorgänger, waren ein als Saloon bezeichneter geschlossener Zweitürer mit großer verglaster Heckklappe und ein Convertible lieferbar. Als Einzelexemplar wurde 1987 auch ein Stufenheckcoupé mit der Bezeichnung Fixed Head Coupé hergestellt, das an das 1975 präsentierte und bis 1976 in etwa 50 Exemplaren gebaute Coupé anknüpfte. Die einzige stilistische Eigenständigkeit war ein dezenter Frontspoiler unter der vorderen Stoßstange. Im Innenraum wurden elektrisch verstellbare Sitze von Recaro eingebaut. Details wie Armaturen, Schalterpositionen und Farbgestaltung konnten vom Kunden individuell bestimmt werden.
Die wesentlichste technische Änderung war der Einbau eines kleineren Motors. Anstelle des im Mark III verwendeten 7,2 Liter großen Achtzylinders von Chrysler setzte Jensen beim Mark IV einen Small-Block-Achtzylinder des gleichen Herstellers mit 5,9 Litern Hubraum. Das Triebwerk gehörte zu der 1964 eingeführten LA-Familie und war zu Beginn der 1970er-Jahre eine Standardmotorisierung für die Mittelklassemodelle des Chrysler-Konzerns. In den 1980er-Jahren verwendete Bristol den Motor noch für die Modelle Britannia, Brigand und Beaufighter. Anders als Bristol, setzte Jensen allerdings keine Vergaserversion des Motors ein, sondern nutzte eine Benzineinspritzung und ein elektronisches Motormanagement. In dieser Form erfüllte der Motor alle US-amerikanischen Abgasvorschriften. Die Leistung lag mit 280 PS annähernd auf dem Niveau der früheren 7,2-Liter-Modelle. Weitere technische Modifikationen betrafen das Gebläse, das von Bosch bezogen wurde, und die Scheibenbremsen, die nun belüftet waren.
Der Interceptor Mark IV hatte eine Typenzulassung in Großbritannien und in den USA. Wegen der konstruktiven Nähe des Autos zum Mark III verzichteten die britischen und die amerikanischen Behörden auf neuerliche Crash-Tests. Für eine Typenzulassung in Europa wäre ein solcher Test erforderlich gewesen. Aus finanziellen Gründen verzichtete Jensen darauf, sodass in Kontinentaleuropa für jedes Mark-IV-Modell eine Einzelzulassung notwendig wurde.
Der erste Mark IV wurde Ende 1983 auf der Birmingham Motor Fair vorgestellt, eine weitere Präsentation erfolgte auf der Londoner Earls Court Motor Show im Jahr 1984. Der Verkaufspreis wurde zu dieser Zeit mit 40.000 £ angegeben. Damit waren die Jensens geringfügig oberhalb der Bristol-Modelle positioniert.
Die Produktion beschränkte sich auf wenige Exemplare. Bis Ende 1987 waren elf Fahrzeuge hergestellt worden.

### Prototyp: Jensen Interceptor Mark V
Ab 1986 entwickelte das Unternehmen ein überarbeitetes Interceptor-Modell mit der Bezeichnung Mark V, dessen Serienproduktion für das Jahr 1992 geplant war. Als Antrieb sahen die Techniker einen 5,7 Liter großen Achtzylindermotor von General Motors vor, der dem in der Chevrolet Corvette verwendeten Triebwerk entsprechen sollte. Anstelle des Rohrrahmens verwendete das Auto einen Space Frame, der leichter, aber ähnlich verwindungsfest sein sollte wie die bisherige Konstruktion. Stilistisch wurde die markante Heckpartie beibehalten, die Frontpartie war aber neu gestaltet worden. 1988 entstand ein Prototyp, der allerdings nie mit dem Chevrolet-Motor ausgerüstet wurde. Der neue Inhaber des Unternehmens behielt den Prototyp unter Verschluss.